# Claudio Tencati
Claudio Aparecido Tencati (Indianópolis, 9 de dezembro de 1973) é um treinador de futebol brasileiro. Atualmente está sem clube.

## Carreira
Graduado em Educação Física pela Unipar, iniciou sua carreira atuando como preparador físico, auxiliar técnico e treinador nas categorias de base do Cianorte Futebol Clube entre 1997 e 2005 e passou a comandar o time principal, entre 2006 a 2008. Também foi treinador do Atlético Clube Paranavaí e Iraty Sport Club.

### Londrina
Em 2011, assumiu o comando do Londrina, e em 2014, foi campeão estadual pelo clube.
Em outubro de 2016, completou a marca de 200 jogos como técnico do alviceleste, tornando-se o mais longevo comandante de um clube brasileiro neste período.
Em outubro de 2017, foi campeão da Primeira Liga, eliminando o Cruzeiro nas semifinais e vencendo nos pênaltis o Atlético Mineiro na grande final, diante de sua torcida no Estádio do Café. O torneio envolvia clubes do eixo Sul-Minas-Rio.
No final da temporada de 2017, deixou o comando do clube depois de quase sete anos no comando do equipe principal, com uma marca histórica, sendo, até então, o mais longevo brasileiro no cargo de treinador. Tencati comandou o time em 269 partidas, acumulando 131 vitórias, 72 empates e 66 derrotas, com um aproveitamento de 57,6%.

### Atlético Goianiense
Em 2018, foi contratado pelo Atlético Goianiense, mantendo o vínculo com o clube até outubro do mesmo ano. Deixou o clube com 42 jogos à beira do campo, obtendo 16 vitórias, 13 empates e 13 derrotas.

### Vitória
Em março de 2019, foi contratado pelo Vitória, mas em maio foi demitido, após sete jogos no comando da equipe, somando quatro derrotas, dois empates e uma vitória.

### Retorno ao Londrina
Em agosto, retornou ao comando do Londrina, mas diferente de sua outra passagem pelo clube (sete anos no comando), durou 37 dias no comando do time, sendo desligado do clube após oito derrotas em nove partidas.

### Brasil de Pelotas
Em outubro de 2020, foi contratado pelo Brasil de Pelotas para a continuidade da Série B do Campeonato Brasileiro, mas despedido em julho de 2021. 

### Criciúma
Em 5 de outubro de 2021, foi contratado pelo Criciúma para reta final da Série C do Brasileirão. Após 5 jogos no comando, conseguiu o acesso para a série B de 2022, ao vencer o Paysandu fora de casa pela última rodada do quadrangular da série C , alcançando o 4º lugar geral da competição.
Em 2022, comandou o Criciúma em três competições. Pela Copa do Brasil, eliminou o Nova Iguaçu na 1ª fase e caiu na 2ª fase, fora de casa contra o Goiás. Pelo Campeonato Catarinense da série B, conquistou o acesso e o título da competição, diante do Atlético Catarinense. Já na série B do Campeonato Brasileiro, a equipe fez uma campanha sólida, alcançando a 8ª colocação na competição.
Na temporada de 2023, Tencati conduziu o Criciúma ao 11º título do Campeonato Catarinense de Futebol, após vencer o Brusque nos dois jogos das finais por 1x0. Pela Copa do Brasil de Futebol, o tigre foi eliminado pelo Coritiba nos pênaltis, após empate em 1x1 no tempo normal, jogando fora de casa. Para coroar a temporada, pelo Campeonato Brasileiro de Futebol - Série B, o técnico conquistou o acesso na penúltima rodada após vencer o Botafogo-SP no Heriberto Hülse, finalizando a competição na 3ª colocação.
Na temporada 2024, à frente do Criciúma, fez uma campanha sólida no primeiro turno do Campeonato Brasileiro Série A, conquistando 24 pontos, com boas partidas contra times de alto escalão e mantendo o time longe da zona de rebaixamento. Contudo, no segundo turno, diante de problemas internos do clube e falta de investimento em contratações, juntamente com um baixo rendimento do elenco num todo, conquistou apenas 14 pontos somando 38 pontos no total e amargando na décima oitava colocação ao fim da última rodada, sendo rebaixado para o Campeonato Brasileiro Série B do ano seguinte.   
Deixou o Criciúma ao fim da última rodada após longos 3 anos de atuação, conquistando três acessos e quatro títulos, sendo eles o acesso para a série A do  Campeonato Catarinense em 2021, acesso à série B do Campeonato Brasileiro em 2021, acesso à Série A do Campeonato Brasileiro em 2023; e os títulos de campeão do Campeonato Catarinense Série B em 2022 e bi-campeão do Catarinense Série A em 2023 e 2024, além da Recopa Catarinense em 2024.        

### Atlético Goianiense
No dia 13 de março de 2025, o Atlético Goianiense anunciou a contratação do técnico Cláudio Tencati. Esta será a segunda passagem de Tencati pelo Dragão.

### Juventude
Em 13 de maio de 2025, o Juventude anunciou a contratação de Cláudio Tencati.
Em 29 de julho de 2025, o clube gaúcho anunciou a saída de Tencati. Treinador foi desligado após a quinta derrota em sete jogos no comando do clube.

## Títulos

### Como treinador
Criciúma
- Recopa Catarinense: 2024
- Campeonato Catarinense: 2023 e 2024
- Campeonato Catarinense - Série B: 2022

Londrina
- Copa da Primeira Liga: 2017
- Campeonato do Interior Paranaense: 2013, 2015, 2016 e 2017
- Campeonato Paranaense: 2014
- Campeonato Paranaense Série B: 2011

## Prêmios individuais
- Seleção do Campeonato Catarinense: 2023

## Campanhas de destaque
Criciúma
- Campeonato Brasileiro - Série C: 2021 (quarto colocado e promovido)
- Campeonato Brasileiro de Futebol - Série B: 2023 (terceiro colocado e promovido)

Londrina
- Campeonato Brasileiro - Série D: 2014 (terceiro colocado e promovido)
- Campeonato Brasileiro - Série C: 2015 (vice-campeão e promovido)